# Escobar (Paraguay)
Escobar è un centro abitato del Paraguay; è situato nel dipartimento di Paraguarí, ad una distanza di 78 km dalla capitale del paese, Asunción, e forma uno dei 17 distretti del dipartimento.

## Popolazione
Al censimento del 2002 la località contava una popolazione urbana di 260 abitanti (7.935 nel distretto).

## Origine del nome
Escobar prende il suo nome in onore al generale Patricio Escobar, eroe della Guerra della triplice alleanza e in seguito presidente del Paraguay tra il 1886 e il 1890.  

## Caratteristiche
La località, sorta attorno alla stazione ferroviaria a metà del XIX secolo, conserva ancora il suo vecchio scalo ormai in disuso.